# Villa Fallet
Villa Fallet è una dimora storica di La Chaux-de-Fonds, progettata dal noto architetto Le Corbusier.

## Storia
Fu la sua prima commissione che ebbe all'età di 17 anni. Modellata come uno chalet svizzero, con tetto ripido e decorazioni Jugendstil, venne completata tra il 1905 e il 1906. È riconosciuto come un edificio di importanza culturale dal Governo svizzero.